# Ford Iosis
La Ford Iosis è una concept car presentata al salone dell'automobile di Francoforte nel 2005 dalla casa automobilistica statunitense Ford.

## Nome
Il nome "Iosis" deriva dal greco e prende ispirazione dalle arti alchemiche.

## Profilo e contesto
La vettura è una berlina a quattro porte con quattro posti sviluppata dalla divisione Ford Europa. È stata ideata per mostrare il nuovo corso stilistico della casa americana, il Ford Kinetic Design, direzione che Ford intende perseguire inizialmente per il solo mercato europeo.
La forma della concept car presenta angoli puliti e arrotondati, un parabrezza fortemente inclinato e grandi ruote con annessi passaruota molto evidenti. La terza generazione della Ford Mondeo che è stata prodotta nel 2007, ha portato all'esordio questo stilema su una vettura di serie, con molti elementi in comune con la Iosis.

## Caratteristiche e design

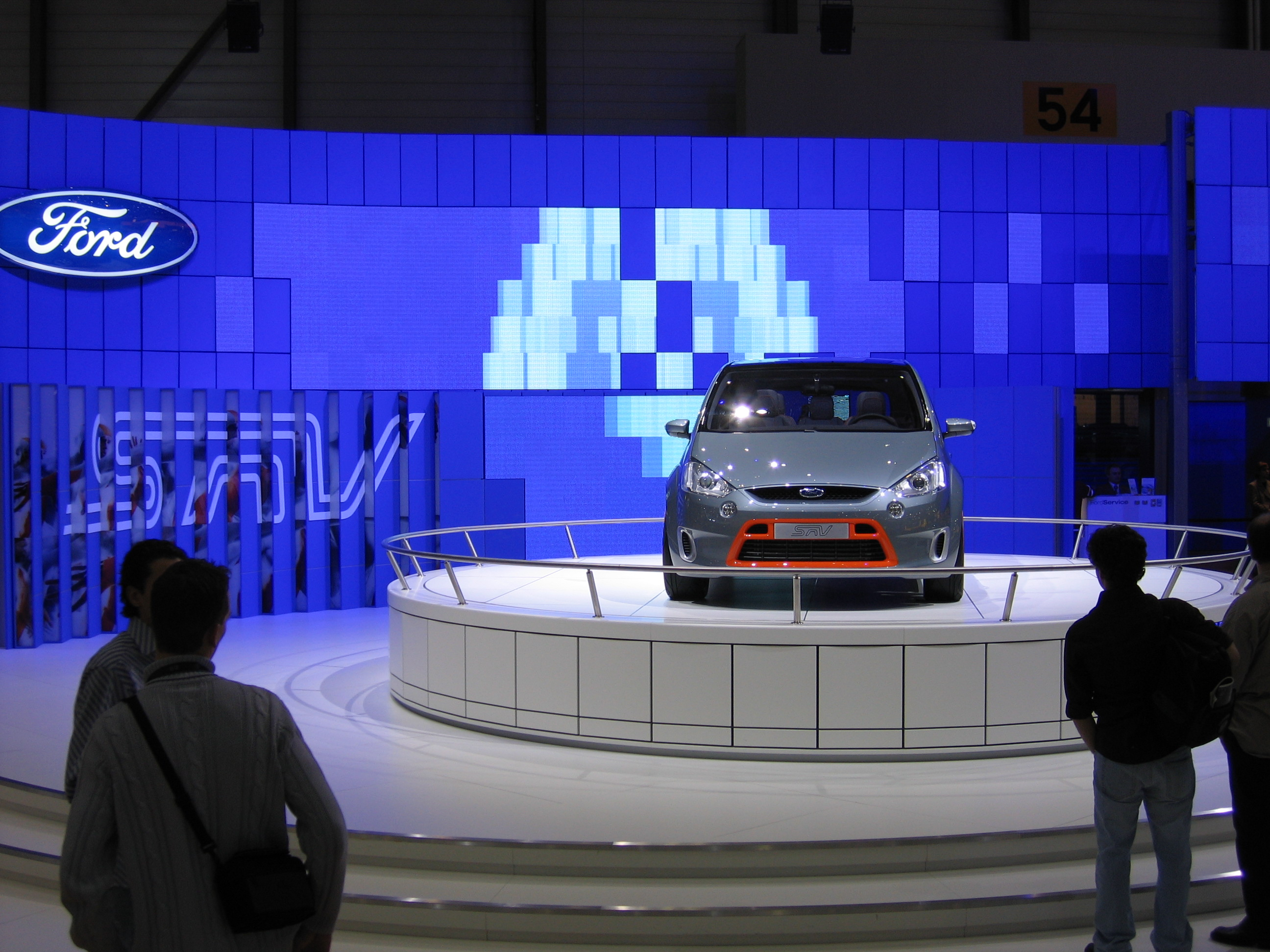
Ford SAV, prototipo che presenta il Kinect Design ed ha anticipato le linee della S-Max

La vettura presenta un sistema di accesso con quattro portiere ad apertura ad armadio, con cerniere ad ali di gabbiano e monta pneumatici con cerchi da 20 pollici cromati. L'entrata nella fila dei sedili posteriori è facilitata grazie all'assenza di montante centrale.
Il capo progettista di questo modello è Martin Smith, che ha applicato il cosiddetto "Kinetic Design", per rendere le vetture del costruttore di Detroit più sportive nella linea rispetto alle automobili passate.
Insieme con la Ford SAV (ovvero il prototipo della Ford S-Max mostrato al Salone di Ginevra dello stesso anno), la Iosis ha mostrato gli stilemi che Ford intende estendere su tutta la sua intera gamma di modelli europei entro la fine decennio come con la Ford Mondeo terza serie, la Ford Kuga e la Ford Fiesta sesta serie. Tra gli elementi stilistici più evidenti vi sono le "scalfature" laterali della carrozzeria, parabrezza e lunotto molto inclinati e ampi parafanghi e generose prese d'aria nel paraurti anteriore.
Tra gli altri elementi tecnologici, il prototipo fa grande uso di fibra di carbonio, e sono utilizzate delle telecamere al posto degli specchietti retrovisori laterali.

## Ford Iosis X

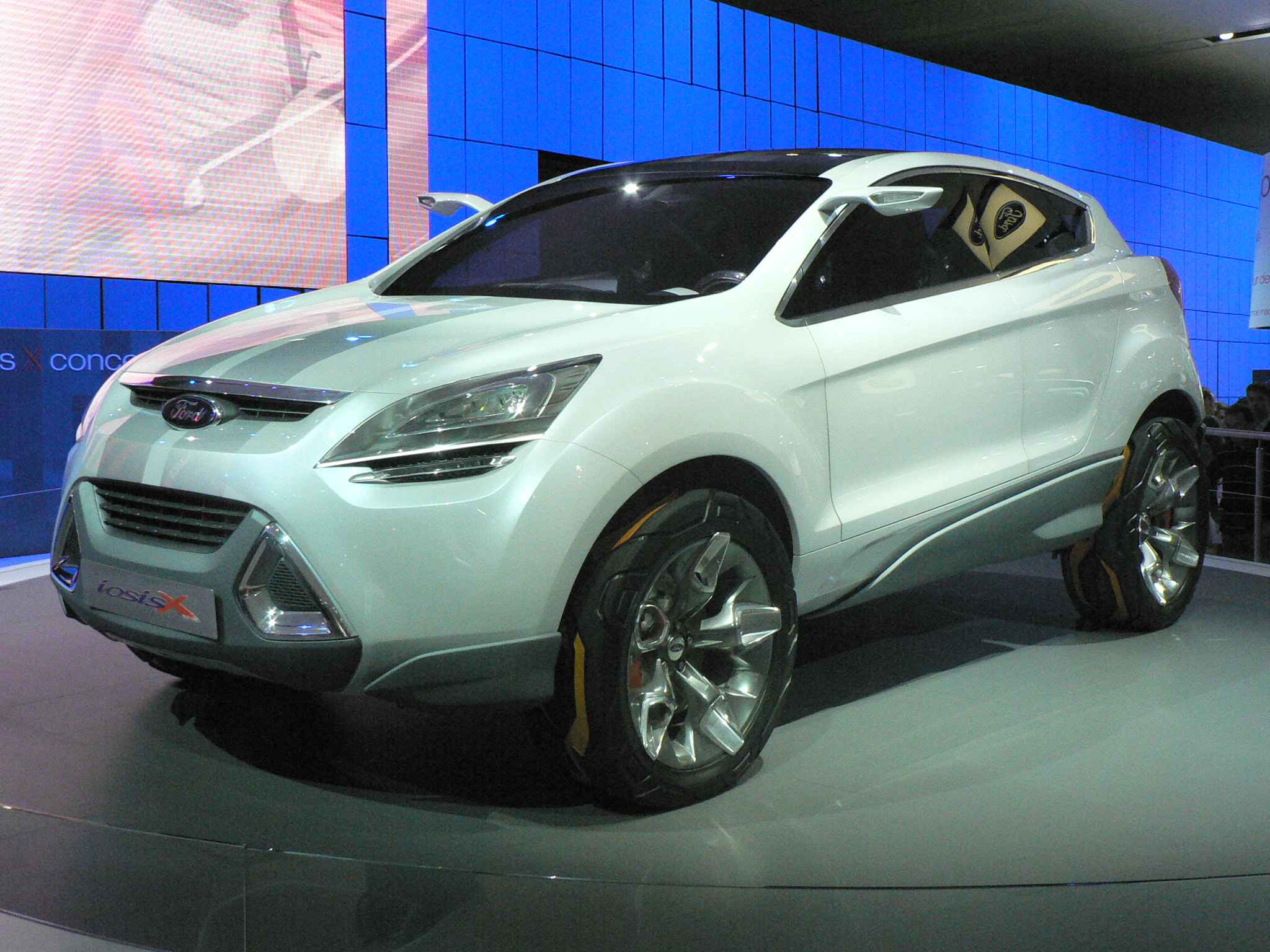
Ford Iosis X

La Ford Iosis X è una concept car con carrozzeria di tipo crossover SUV (sottolineato dalla "X" aggiunta nel nome) presentato al Salone di Parigi del 2006 da parte della casa dell'ovale blu. La linea della vettura rielabora in chiave più "fuoristradistica" il Kinetic Design introdotto sulla Iosis, con archi passaruota molto più pronunciati e voluminosi e un frontale con una calandra più massiccia e squadrata.
Essa è dotata di luci a LED, sia all'anteriore che al posteriore. Possiede inoltre delle portiere a apertura controvento, cioè in senso opposto a quello di marcia, e all'interno sono presenti quattro sedili singoli e indipendenti fra loro. Il prototipo ha anticipato le linee e lo stile della futura Ford Kuga.

## Ford Iosis MAX

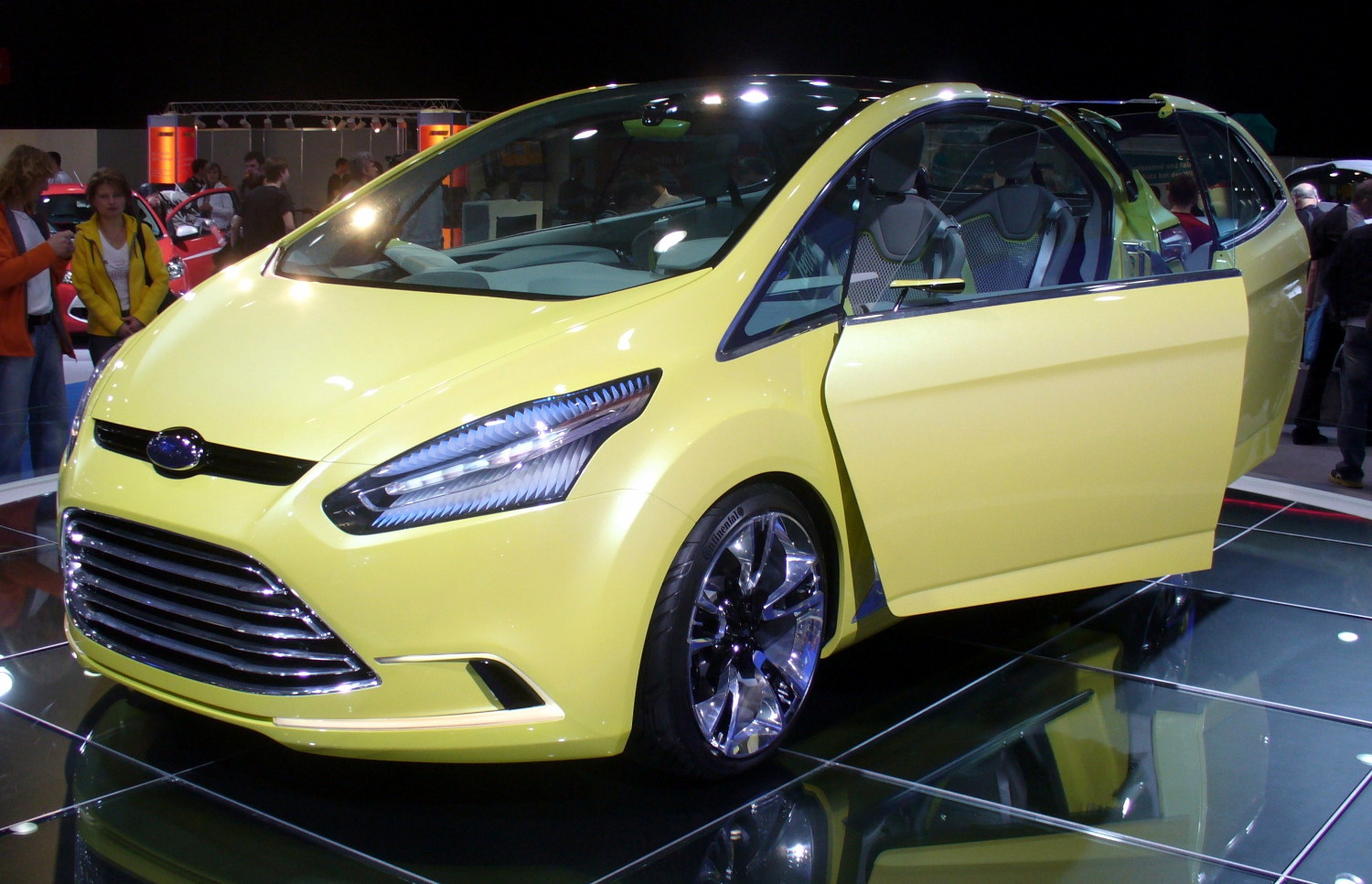
Ford Iosis Max

La Iosis MAX è una concept car di tipo monovolume, con le portiere posteriori scorrevoli senza montate centrale, che rappresenta la terza evoluzione del design della Iosis; è stata presentata al Salone di Ginevra del 2009.
Si tratta di un prototipo che prefigura la seconda generazione della monovolume compatta americana, della famiglia Multi Activity Veichle (MAV) e delle prossime vetture della gamma MAX della Ford. La linea generale presenta un piccolo step evolutivo del Ford Kinetic Design, caratterizzato dal largo utilizzo di materiali leggeri come la fibra di carbonio e da un'aerodinamica avanzata. Le caratteristiche aerodinamiche principali sono evidenziate dai montanti delle portiere sia anteriori che posteriori molto inclinati, dal design della parte posteriore ad ala e dai condotti di raffreddamento anteriori di tipo attivo nella nuova calandra trapezoidale, che si chiudono quando non è necessario refrigerare il motore. Questi ultimi due elementi verranno poi introdotti sulla terza serie della Focus.